# Polacchi di Romania

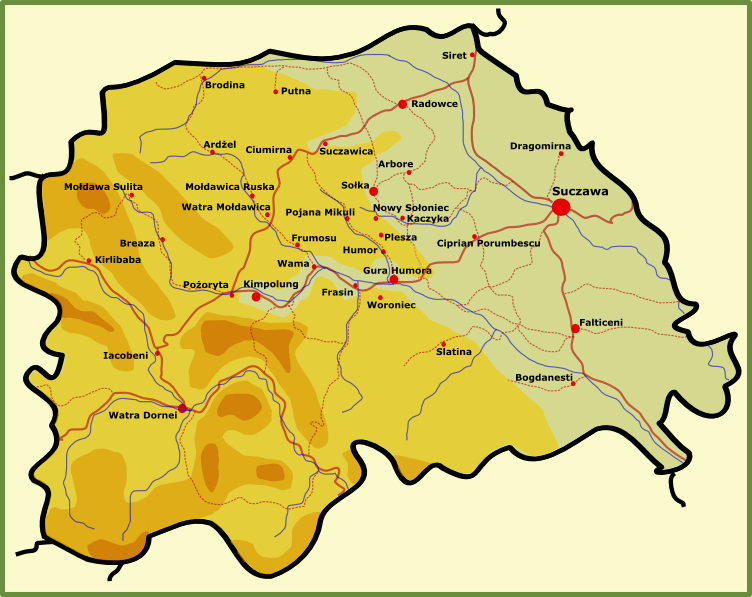
Distretto di Suceava nel sud della Bucovina con una marcata presenza polacca

I polacchi di Romania sono una minoranza etnica presente nel territorio romeno in particolare nel distretto di Suceava. 15.804 persone di etnia polacca furono censite nel 1930. Secondo il censimento del 2002 furono registrati 3.559 cittadini dichiaratisi di etnia polacca, dei quali 2.609 a Suceava.

## Storia
Contatti tra polacchi e rumeni risalgono al secolo XIV, nel periodo in cui al Moldavia, venne annessa al Principato di Galizia-Volinia dal re Casimiro III di Polonia. Si stabilì un legame forte politico, culturale, economico tra polacchi e moldavi, poi con i transilvani, legami rafforzati dalla parentela. Così Lațcu al Moldovei, figlio di Bogdan I di Moldavia si sposò con Malgorzata, sorella del reggente Jagiello, inaugurando una lunga e popolare casata. Questo determinò un trasferimento di popolazione con matrimoni misti, polacchi con possedimenti terrieri in Moldavia, moldavi verso la Polonia.
Alla fine del secolo XVI e inizi del XVII iniziò l'influenza polacca sui territori rumeni, con Ieremia Movilă, salito al trono nel 1595 con l'aiuto del polacco Jan Zamojski. Tutte le quattro figlie di Movilă si sposarono con polacchi. Questi legami fecero sì che molti polacchi servissero la corte di Ieremia Movilă: solo la guarnigione polacca di Iași contava 3.000 uomini.
Nel 1658 Camera dei Deputati espulse i soggetti di religione ariana. Una parte si stabilì in Transilvania.

## Evoluzione demografica
La comunità polacca è organizzata in associazione cultural-religiosa Dom Polski. Questa associazione fu fondata nel 1936.
- 1956: 7.627 persone (3.179 a Suceava)
- 1966: 5.860 persone (2.830 a Suceava)
- 1977: 4.641 persone (2.527 a Suceava)
- 1992: 4.232 persone (2.778 a Suceava)
- 2002: 3.559 persone (2.609 a Suceava)